# Дрісюм
Дрісюм (нід. Driesum, фриз. Driezum) — село в нідерландській провінції Фрисландія. Входить до муніципалітету Дантюмадел. Його населення станом на 2017 рік складало 850 осіб.